# Игуман Григорије (Миленковић)
Григорије Миленковић (Нови Пазар, 25. март 1953) православни је игуман Манастира Старчева Горица.

## Биографија
Архимандрит Григорије (Миленковић), рођен је 25. марта 1953. године у Новоме Пазару, од родитеља привржених вери.
Основну школу завршио је у Новом Пазару. Завршио је Електротехнички факултет Универзитета у Београду. Замонашен је 21. јануара 1989. године у Манастиру Хајдучици, од стране тадашњег епископа банатскога господина др Амфилохија Радовића, добивши монашко име Григорије.
Старешина Манастира Хајдучице био је у периоду од 1989. до 1994. године. Одлуком митрополита црногорско-приморскога господина Амфилохија постављен је 16. фебруара 1994. године за игумана Манастира Старчева Горица.